# Himne d'Extremadura
L'himne d'Extremadura és una composició poètica i musical amb la lletra de José Rodríguez Pinilla, i la música composta per Miguel del Barco Gallego (professor i director del Conservatorio Superior de Música de Madrid).
S'usa com acompanyament solemne, per a obrir o clausurar els actes institucionals organitzats en l'àmbit de la Comunitat autònoma d'Extremadura pels òrgans regionals de representació o per les autoritats regionals, provincials o locals.
Escoltar Arxivat 2007-09-28 a Wayback Machine.

## Lletra de l'himne d'Extremadura
| Lletra en castellà | Lletra en català |
| Nuestras voces se alzan, nuestros cielos se llenan de banderas, de banderas verde, blanca y negra.                      | Les nostres veus s'alcen, Els nostres cels s'omplen de banderes, de banderes verda, blanca i negra.                 |
| Extremadura patria de glorias. Extremadura suelo de historias. Extremadura tierra de encinas. Extremadura libre camina. | Extremadura pàtria de glòries. Extremadura sòl d'històries. Extremadura terra d'alzines. Extremadura lliure camina. |
| Nuestras voces se alzan, nuestros cielos se llenan de banderas, de banderas verde, blanca y negra.                      | Les nostres veus s'alcen, Els nostres cels s'omplen de banderes, de banderes verda, blanca i negra.                 |
| El aire limpio, las aguas puras, cantemos todos: ¡Extremadura!                                                          | L'aire net, les aigües pures, cantem tots: Extremadura!                                                             |
| Gritemos todos en libertad: ¡Extremadura tierra de paz!                                                                 | Cridem tots en llibertat: Extremadura terra de pau!                                                                 |
| Nuestras voces se alzan, nuestros cielos se llenan de banderas, de banderas verde, blanca y negra.                      | Les nostres veus s'alcen, Els nostres cels s'omplen de banderes, de banderes verda, blanca i negra.                 |
| Extremadura, alma. Extremadura, tierra. Extremadura de vida llena.                                                      | Extremadura, ànima. Extremadura, terra. Extremadura de vida plena.                                                  |
| Nuestras voces se alzan, nuestros cielos se llenan de banderas, de banderas verde, blanca y negra.                      | Les nostres veus s'alcen, Els nostres cels s'omplen de banderes, de banderes verda, blanca i negra.                 |
| | |